# Ritschenhausen
Ritschenhausen ist eine Gemeinde der Verwaltungsgemeinschaft Dolmar-Salzbrücke im Landkreis Schmalkalden-Meiningen in Thüringen mit etwa 300 Einwohnern.

## Geographie
Ritschenhausen liegt in einer hügeligen Waldlandschaft etwa acht Kilometer südlich von Meiningen im Tal der Jüchse zwischen Eichelberg im Osten und Zehnerberg im Westen.
Angrenzende Orte sind Untermaßfeld und Obermaßfeld-Grimmenthal im Norden, Einhausen und Neubrunn im Osten, Wölfershausen im Süden und Grabfeld im Westen.

## Geschichte
Der Ort wurde im Jahre 906 erstmals urkundlich erwähnt. Der Name des Ortes ist vom Frauennamen Ruothswinda abgeleitet. Anfangs war Ritschenhausen Eigentum des Klosters Fulda, seit 1411 bis zum Ende der Henneberger Grafen gehörte der Ort zu deren Besitz. Zwischen 1500 und 1806 lag die Ortschaft im Fränkischen Reichskreis. Seit 1680 gehörte der Ort zum Herzogtum Sachsen-Meiningen (Amt Maßfeld).
Ritschenhausen war 1658–1667 von Hexenverfolgungen betroffen: Drei Frauen und ein Mann gerieten in Hexenprozesse und wurden hingerichtet. Das erste Opfer war Margaretha, Georg Seiferts Witwe.
1817 wurde in Ritschenhausen der mundartliche Heimatdichter Paulus Motz geboren.
Ritschenhausen erhielt 1874 einen Bahnhof an der (bayerischen) Bahnstrecke Schweinfurt–Meiningen. Das heutige Bahnhofsgebäude entstand kurz nach Eröffnung der Bahnstrecke. Mit Fertigstellung der (preußischen) Bahnstrecke Neudietendorf–Ritschenhausen 1884 wurde Ritschenhausen ein wichtiger Grenzbahnhof zwischen der Bayerischen und der Preußischen Staatsbahn.
Im Jahre 2006 feierte Ritschenhausen sein 1100-jähriges Bestehen.

## Kirche
Der Kirchturm des befestigten Kirchhofes weist Verteidigungsmöglichkeiten nach allen Seiten auf. Die pyramidenförmige Spitze des Kirchturmes wurde 1594 errichtet. Das Kirchenschiff der jetzigen Kirche wurde 1769 angebaut. Zur Pfarrei von Ritschenhausen gehörten neben der Schlosskapelle Henneberg auch die Orte Bibra, Obermaßfeld, Sülzfeld und Wölfershausen. Das Pfarrhaus des Ortes, ein Fachwerkbau, war von 1499 bis 1768 auch Schänke, in der der Pfarrer auch das Amt des Schankwirtes innehatte.
Zurzeit läuten im Kirchturm drei Eisenhartgussglocken an stark gekröpften Jochen mit Gegengewichtsklöppeln. Sie wurden von Schilling & Lattermann in Morgenröthe-Rautenkranz gegossen und erklingen in den Tönen as′ c′ es″.

## Politik

### Gemeinderat
Bei der Wahl des Gemeinderates 2024, im Zuge der Kommunalwahl in ganz Thüringen, erreichte der Sportverein Ritschenhausen 35,0 % (2 Sitze) und büßte damit die absolute Mehrheit ein. Für Ritschenhausen wurde mit 45,8 % (3 Sitzen) stärkste Kraft, während Unser Dorf auf 19,3 % (1 Sitz) kam. Die Wahlbeteiligung betrug 70,5 %.

### Bürgermeister
Bei der Bürgermeisterwahl 2019 erzielte Felix Jacob Winkel im ersten Wahlgang 70,1 %, während die einzige Gegenkandidatin Kati Mederacke 29,9 % erreichte.

### Partnerschaften
Mit Rütschenhausen im Landkreis Schweinfurt gibt es seit der Maueröffnung eine Partnerschaft.

## Wirtschaft und Infrastruktur

### Verkehr
Ritschenhausen liegt an der Bahnstrecke Schweinfurt–Meiningen (KBS 815) sowie der Bahnstrecke Neudietendorf–Ritschenhausen (KBS 570). Der Bahnhof Ritschenhausen wird lediglich von Zügen von/nach Meiningen bedient. Zum Fahrplanwechsel im Dezember 2023 wurde das Fahrplanangebot der Züge mit Halt in Ritschenhausen drastisch reduziert. Seitdem halten nur noch einzelne Züge in den Morgenstunden in Ritschenhausen.

### Wasser und Abwasser
Die Wasserver- und Abwasserentsorgung wird durch den Kommunalen Wasser- und Abwasserzweckverband Meininger Umland sichergestellt.

## Paulus Motz
Paulus Motz, ein 1817 in Ritschenhausen geborener deutscher Mundartdichter, schrieb, inspiriert von der imposanten Bauweise des Ritschenhäuser Bahnhofes, über seinen Geburtsort folgendes:
| Nach wörd – ich wett zahntausend Thaler! – Ons Duerf noch ömmer meä zentraler, Onn wärd am Enn enn Mäninger Lahnd Noch Houptschtahd, 's iß schu zont bekahnt Enn ganze döütsche Reich, es färn Die allerhöchste döütsche Herrn: Ons Kronprinz Bismarck ah – Durch Retschehause zont – Hurrah! – Gatt Achting nähr – dann secherlich Muß Mäninge sich noch verkrich, Bann's mit der Zeit so wärd hässe Off Postpaket – on Brief – Adresse: (Bärr hält's für Schpahs, bär hält's für Flause?!) Enn Mäninge bei Retschehause! | Dann wird – ich wette 10.000 Taler! – Unser Dorf noch immer mehr zentraler, Und wird am Ende im Meininger Land Noch Hauptstadt, es ist schon jetzt bekannt Im ganzen deutschen Reich, es fahren Die allerhöchsten deutschen Herrn: Unser Kronprinz Bismarck ebenso – Durch Ritschenhausen jetzt – Hurra! – Gebt Obacht nur – denn sicherlich Muss Meiningen sich noch verkriechen, Wenn's mit der Zeit so heißen wird Auf Postpaket – und Brief-Adresse: (wer hält's für Spaß, wer hält's fur Flausen?!) In Meiningen bei Ritschenhausen! |

So wird auch heute in Ritschenhausen noch überwiegend die hennebergische ostfränkische Mundart gesprochen.

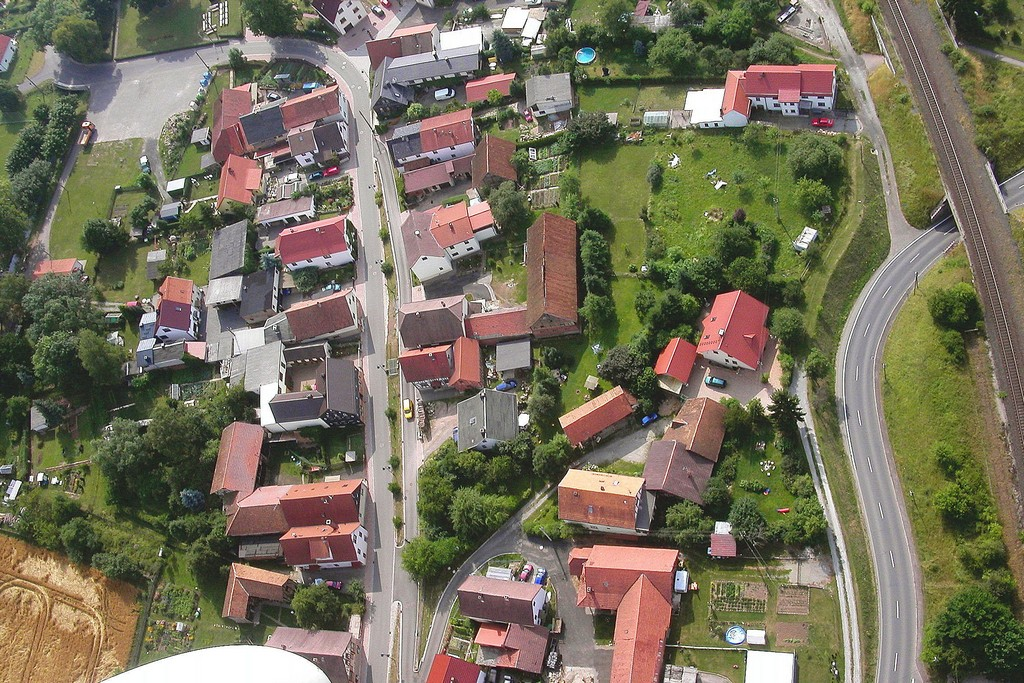
Luftbild Juli 2005
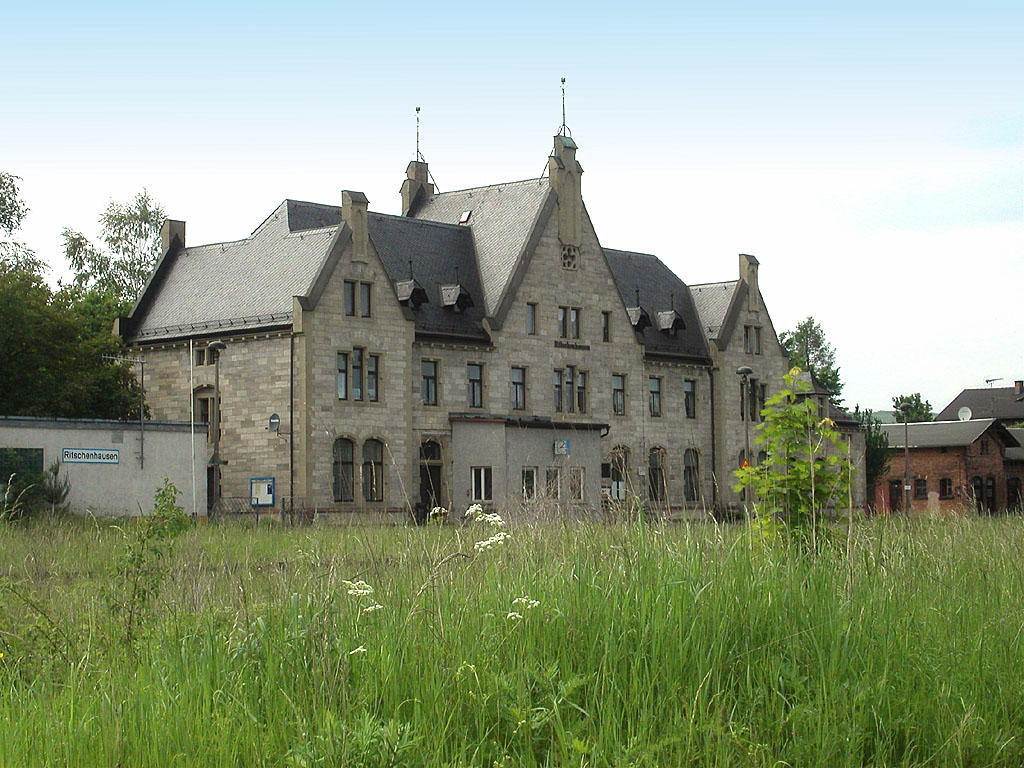
Ehemaliger bayerisch-preußischer  Grenzbahnhof
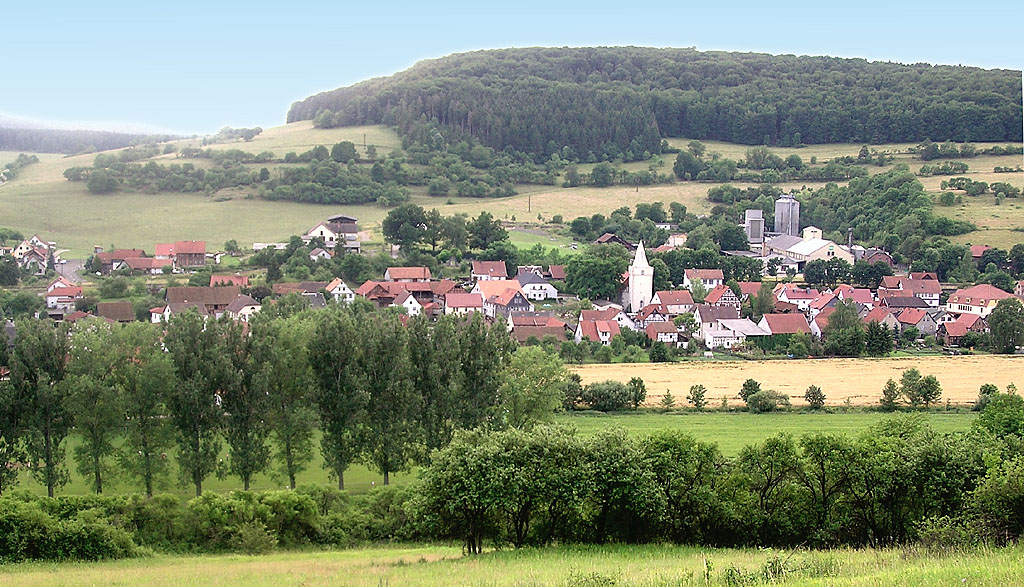
Dorfansicht
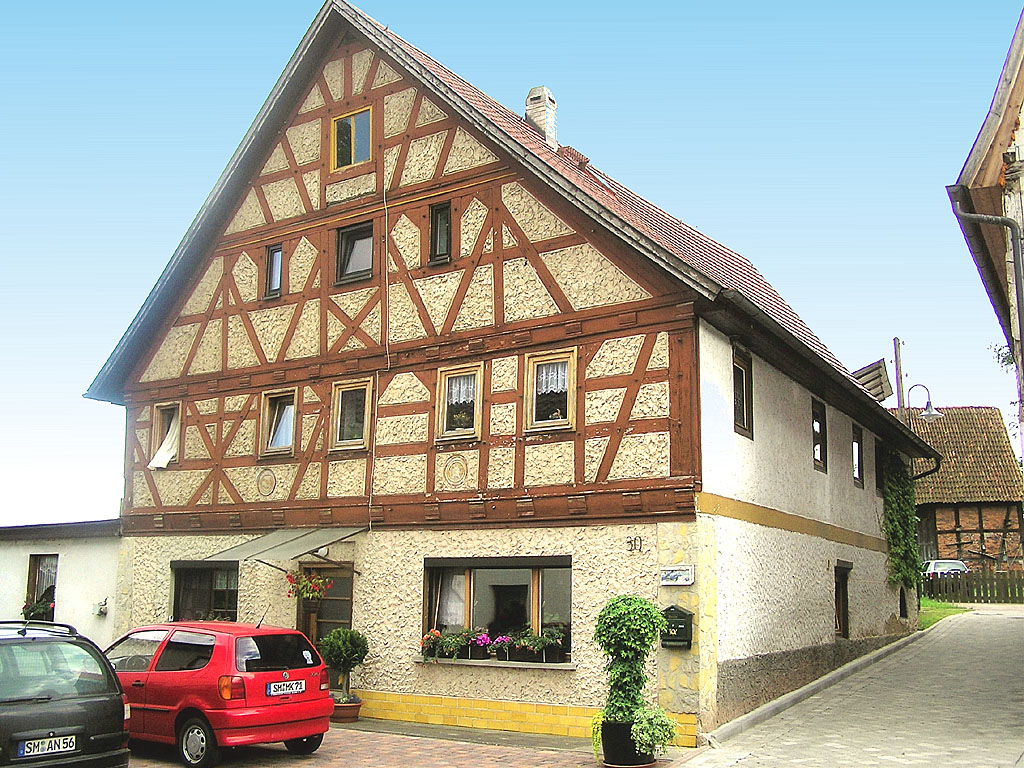
Ehemalige Mühle
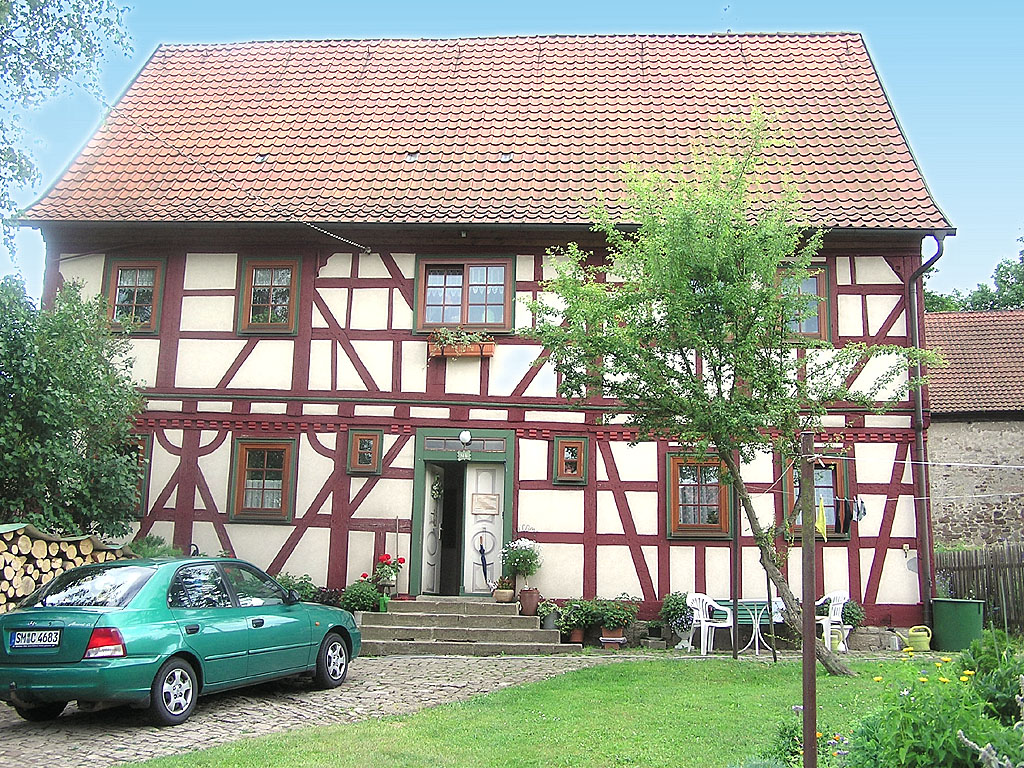
Das Pfarrhaus
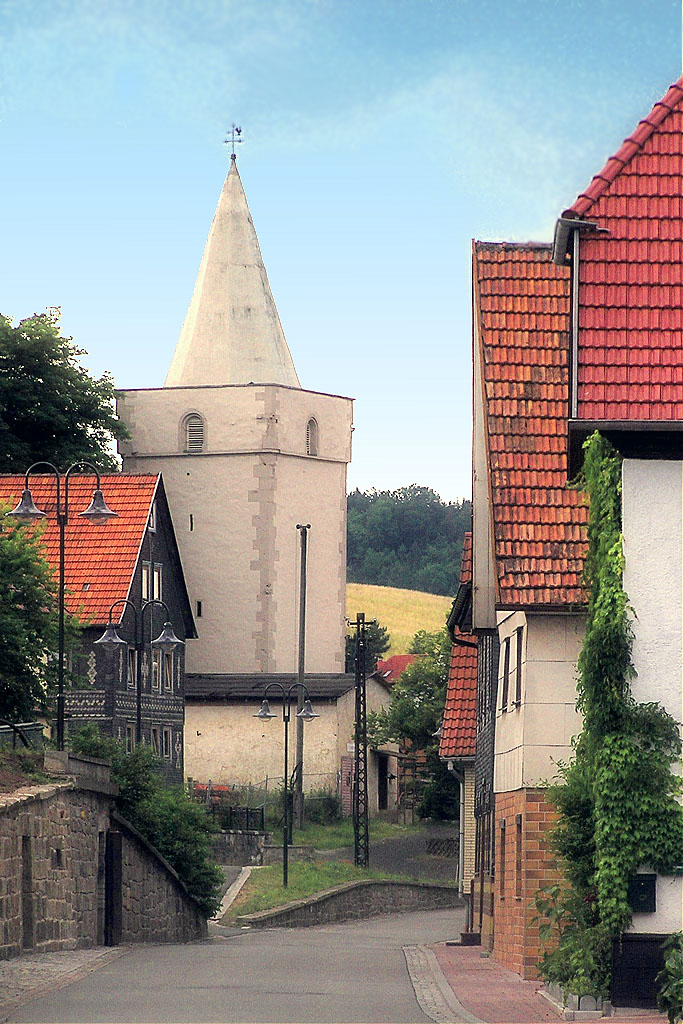
Kirche Ritschenhausen